# Matthew Tarrant

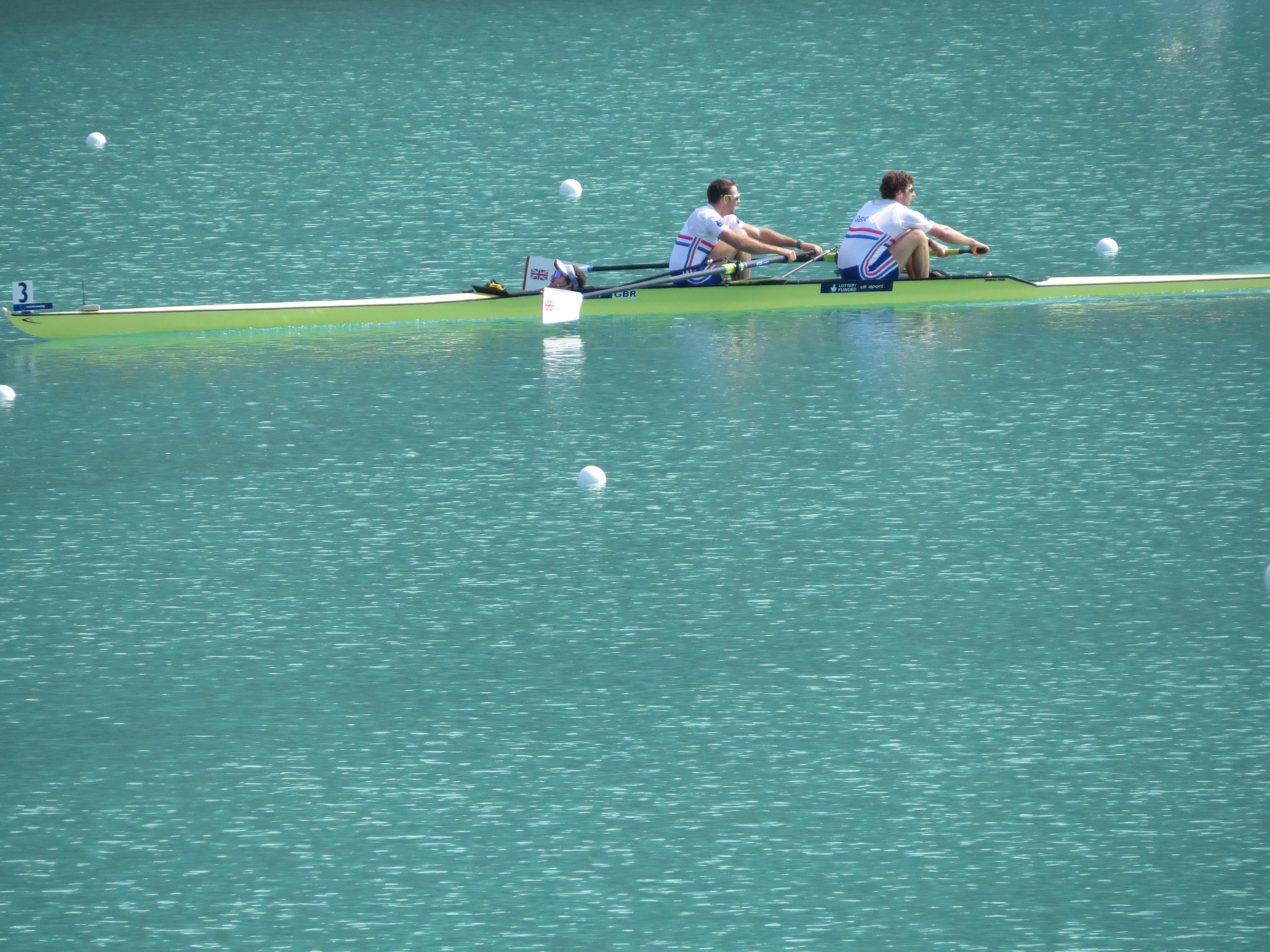
Fieldman, Reilly-O’Donnell und Tarrant bei der WM 2015

Matthew Tarrant (* 11. Juli 1990 in Ashford, Surrey) ist ein britischer Ruderer.

## Karriere
Tarrant startete bei den Junioren-Weltmeisterschaften 2007 und belegte den siebten Platz im Zweier ohne Steuermann; bei den Junioren-Weltmeisterschaften 2008 gewann er die Silbermedaille im Vierer mit Steuermann. Bei den U23-Weltmeisterschaften erreichte er 2010 und 2011 den dritten Platz mit dem britischen Achter. 2012 gewann er zusammen mit Kieren Emery den U23-Titel im Zweier ohne Steuermann. Emery und Tarrant traten auch bei den Europameisterschaften 2012 zusammen an und belegten den vierten Platz.
2013 startete Tarrant im Vierer ohne Steuermann, der den fünften Platz bei den Weltmeisterschaften in Chungju belegte. 2014 ruderte Tarrant im britischen Achter, mit dem er die Bronzemedaille bei den Europameisterschaften und den Titel bei den Weltmeisterschaften in Amsterdam gewann. 2015 gewann Tarrant zusammen mit Nathaniel Reilly-O’Donnell und Steuermann Henry Fieldman im Zweier mit Steuermann den Titel bei den Weltmeisterschaften auf dem Lac d’Aiguebelette.
Zu Beginn der olympischen Saison 2016 zeigte Tarrant starke Leistungen im Zweier und Vierer, für das olympische Team wurde er jedoch lediglich als Ersatzmann berücksichtigt. Bei der olympischen Ruderregatta wurde er nicht eingesetzt. 2017 rückte er in den britischen Vierer-ohne auf und gewann nach schwachem Saisonstart schließlich eine Bronzemedaille bei den Weltmeisterschaften in Florida mit der Mannschaft Matthew Rossiter, Mohamed Sbihi, Tarrant und William Satch. 2018 kehrte Tarrant in den Achter zurück. Nach dem fünften Platz bei den Europameisterschaften 2018 gewannen die Briten bei den Weltmeisterschaften 2018 Bronze hinter den Deutschen und den Australiern. Im Jahr darauf gewann der britische Achter bei den Europameisterschaften 2019 in Luzern Silber hinter den Deutschen. Bei den Weltmeisterschaften siegten die Deutschen vor den Niederländern und den Briten.
Der 1,94 Meter große Matthew Tarrant rudert für den Oxford Brookes University Boat Club.